# نصري عطا الله
نصري عطا الله (من مواليد 12 نوفمبر 1982)  هو مؤلف ومنتج ومذيع تلفزيوني ورجل أعمال إعلامي بريطاني لبناني ، ولد في لندن.

## حياة سابقة
ولد نصري عطا الله ونشأ في لندن بالمملكة المتحدة، حيث درس في مدرسة الليسيه الفرنسية شارل ديغول، كانا والده سمير عطا الله ووالدته ماي فرانسيس بريطانيون لبنانيون وكانا يعيشان في لندن في ذلك الوقت. ووالده سمير عطا الله هو مؤلف وصحافي ومفكر عربي بارز، فاز بالعديد من الجوائز عن عقود من إسهامه في الأدب العربي.
انتقل عطا الله إلى بيروت لأول مرة في عام 1997، وأنهى دراسته وقراءته السياسة في الجامعة الأمريكية في بيروت،  ثم عاد إلى لندن للدراسة للحصول على درجة الماجستير في السياسة الدولية في كلية الدراسات الشرقية والإفريقية،  واستكمل أطروحته حول إلغاء الهوية من خلال وسائل الإعلام العابر للحدود.

## مهنة
بعد دراسته عمل عطا الله في برنامج الأمم المتحدة الإنمائي لستة أشهر، في تقرير التنمية البشرية العربية، وكان محللاً وكاتباً، وانظم إلى Energy Intelligence وهي شركة متخصصة في أبحاث النفط والغاز،  وفي عام 2007 انضم إلى شركة إدارة الثروات UBS في لندن،  وتركها في عام 2009 للتركيز على الأنشطة الإبداعية.
خلال فترة وجيزة في وكالة JWT ككاتب نصوص، احتفظ عطا الله بمدونة بعنوان «رجلنا في بيروت» والتي أكسبته سمعة سيئة في الداخل والخارج،  حيث كان انتقاده القاسي للأعراف الاجتماعية في كثير من الأحيان يكسبه مشجعين ومنتقدين، وقد أدى نجاح المدونة إلى صفقة نشر مع Turning Point books،  وتم إصدار النسخة المطبوعة في ديسمبر 2011 في بيروت، وأقام حفل توقيع الكتب في Waterstones  في لندن وفي Salon Du Livre de Paris.
من عام 2011 إلى عام 2017 عمل عطاالله في Keeward وهي وكالة إبداعية ترافق وتخلق مشاريع في مجال الإعلام والتكنولوجيا،  ومن خلال مشروع مشترك مع الشركة، أسس برنامج Bookwitty-Keeward's Artist-in-Residence، وGate37 في عام 2014.
من عام 2016 إلى عام 2017، كان رئيسًا لشراكات الوسائط في منصة Bookwitty لاكتشاف الكتب سريعة النمو.
وفقًا للمقابلات الصحفية، فإن عطا الله لديه كتاب ثانٍ في الأعمال، بينما كان من المفترض أن يكون خيالًا انتقاميًا خياليًا حول تجاوزات ثقافة يوروتراش الفرعية في لندن في منتصف إلى أواخر 2000،  تحول تركيز عطاالله إلى رواية الجريمة في بيروت. وفي عام 2017 انضم إلى أكاديمية فابر المشهورة لاستكمال العمل في الرواية.
منذ 2018 عمل نصري عطا الله في مشاريع الكتابة والإبداع، بما في ذلك المشاركة في تطوير واستضافة سلسلة وثائقية حول العالم العربي، ويمثله الوكلاء المتحدون.

## كتبه
- صيف ضائع: بطاقات بريدية من لبنان (مساهم)، ساكي بوكس، 2008 (لندن، المملكة المتحدة) (ردمك 978-0863566868)
- رجلنا في بيروت، كتب تيرننج بوينت، 2011 (بيروت، لبنان) (ردمك 978-9953021102)
- شارك هذا الكتاب (مساهم)، مؤسسة SHARE، 2013 (بلغراد، صربيا)، نُشر بشكل مستقل [19]
- بيروت، Chroniques et détours by Mashallah News and AMI Collective (المقدمة)، Tamyras، 2014 (باريس، فرنسا) (ردمك 9782360860517) [20]

## أعمال أخرى
كتب عطا الله للعديد من المطبوعات، بما في ذلك الجارديان،  ومجلة GQ،  وتايم آوت، وBrownbook ، وليتل وايت ليز، ومونوكل  لوريون لوجور.

## الحياة الشخصية
عطاالله متزوج منذ عام 2013 من مصممة الأزياء اللبنانية الحائزة على جائزة نور حاج.

## روابط خارجية
- نصري عطاالله http://www.nasriatallah.com